# Вільненська сільська рада (Тарутинський район)
Ві́льненська сільська́ ра́да — адміністративно-територіальна одиниця та орган місцевого самоврядування в Тарутинському районі Одеської області. Адміністративний центр — село Вільне.

## Загальні відомості
Вільненська сільська рада утворена в 1954 році.
14 листопада 1945 року було перейменовано село Іссерлія Новоіванівського району на село Вільне і Іссерлійську сільраду — на Вільнянську.
- Територія ради: 59,5 км²
- Населення ради: 1 685 осіб (станом на 2001 рік)

## Населені пункти
Сільській раді були підпорядковані населені пункти:
- с. Вільне

## Населення
Згідно з переписом УРСР 1989 року чисельність наявного населення сільської ради становила 1825 осіб, з яких 868 чоловіків та 957 жінок.
За переписом населення України 2001 року в сільській раді мешкали 1652 особи.

### Мова
Розподіл населення за рідною мовою за даними перепису 2001 року:
| Мова       | Відсоток |
| ---------- | -------- |
| болгарська | 92,70 %  |
| російська  | 2,67 %   |
| українська | 1,60 %   |
| молдовська | 1,31 %   |
| гагаузька  | 1,25 %   |
| вірменська | 0,18 %   |
| циганська  | 0,06 %   |
| інші       | 0,23 %   |

## Склад ради
Рада складалася з 16 депутатів та голови.
- Голова ради: Стоянов Віктор Васильович
- Секретар ради: Влах Ганна Степанівна

### Керівний склад попередніх скликань
| Прізвище, ім'я, по батькові | Основні відомості                                                          | Дата обрання | Дата звільнення |
| --------------------------- | -------------------------------------------------------------------------- | ------------ | --------------- |
| Пепельжи Володимир Павлович | Сільський голова, 1972 року народження, член Соціалістичної партії України | 26.03.2006   | 31.10.2010      |
| Стоянов Віктор Васильович   | Сільський голова, 1973 року народження, освіта незакінчена вища            | 31.10.2010   |                 |

Примітка: таблиця складена за даними сайту Верховної Ради України

### Депутати
За результатами місцевих виборів 2010 року депутатами ради стали:

#### За суб'єктами висування
| Суб'єкт висування            | Кількість обраних депутатів | %    |
| ---------------------------- | --------------------------- | ---- |
| Партія регіонів              | 8                           | 50   |
| Соціалістична партія України | 6                           | 37,5 |
| Самовисування                | 2                           | 12,5 |

#### За округами
| № округу                     | Прізвище, ім'я, по батькові   | Дата визнання обраним | Освіта             | Партійна приналежність                  | Відомості про обраного депутата                                                  |
| ---------------------------- | ----------------------------- | --------------------- | ------------------ | --------------------------------------- | -------------------------------------------------------------------------------- |
| Партія регіонів              |                               |                       |                    |                                         |                                                                                  |
| 2                            | Драганов Петро Петрович       | 03.11.2010            | вища               | член Партії регіонів                    | пенсіонер                                                                        |
| 3                            | Сібов Іван Костянтинович      | 03.11.2010            | вища               | член Партії регіонів                    | пенсіонер                                                                        |
| 6                            | Іванов Леонід Іванович        | 03.11.2010            | середня            | член Партії регіонів                    | фермерське господарство «Іванов Л. І.», керівник                                 |
| 7                            | Тодорова Наталя Олександрівна | 03.11.2010            | вища               | член Партії регіонів                    | сільська рада, спеціаліст                                                        |
| 8                            | Стоянов Микола Іванович       | 03.11.2010            | середня спеціальна | член Партії регіонів                    | ТОВ «Златен край», керівник                                                      |
| 10                           | Пєпєльжі Ганна Петрівна       | 03.11.2010            | вища               | член Партії регіонів                    | приватний підприємець                                                            |
| 12                           | Іджилов Василь Іванович       | 03.11.2010            | середня            | член Партії регіонів                    | приватний підприємець «Іванов», водій                                            |
| 15                           | Стоянов Георгій Васильович    | 03.11.2010            | середня спеціальна | член Партії регіонів                    | пенсіонер                                                                        |
| Соціалістична партія України |                               |                       |                    |                                         |                                                                                  |
| 1                            | Влах Ганна Степанівна         | 03.11.2010            | середня            | член Соціалістичної партії України      | навчально-виховний комплекс «Загальноосвітня школа І-ІІІ ст.» с. Вільне, діловод |
| 5                            | Терзіогло Наталя Степанівна   | 03.11.2010            | середня            | член Соціалістичної партії України      | загальноосвітня школа І-ІІІ ст. с. Вільне, лаборант                              |
| 9                            | Кара Віталій Степанович       | 03.11.2010            | середня спеціальна | член Соціалістичної партії України      | Новоіванівське лісництво, пасічник                                               |
| 13                           | Іванов Захарій Дмитрович      | 03.11.2010            | середня спеціальна | член Соціалістичної партії України      | КП «Сіль-комунгосп», начальник                                                   |
| 14                           | Терзіогло Дмитро Петрович     | 03.11.2010            | середня            | член Соціалістичної партії України      | ТОВ «Златен край», тракторист                                                    |
| 16                           | Карапєткова Наталя Миколаївна | 03.11.2010            | середня            | член Соціалістичної партії України      | Саратське ЦПЗ № 3, завідувачка                                                   |
| Самовисування                |                               |                       |                    |                                         |                                                                                  |
| 4                            | Стоянова Людмила Вікторівна   | 03.11.2010            | вища               | член Політичної партії «Сильна Україна» | сільська рада, секретар                                                          |
| 11                           | Мартинюк Володимир Михайлович | 03.11.2010            | вища               | позапартійний                           | навчально-виховний комплекс «Загальноосвітня школа І-ІІІ ст.» с. Вільне, вчитель |